# Liga Continental de Hóquei de 2014–15
A Liga Continental de Hockey de 2014–15 foi a sétima edição da liga euro-asiática de hóquei no gelo. A edição foi iniciada em setembro de 2014 e com término em abril de 2015. O HC CSKA Moscou foi o campeão da Copa Continental e o SKA Saint Petersburg da Copa Gagarin.